# Ludwig Mecking

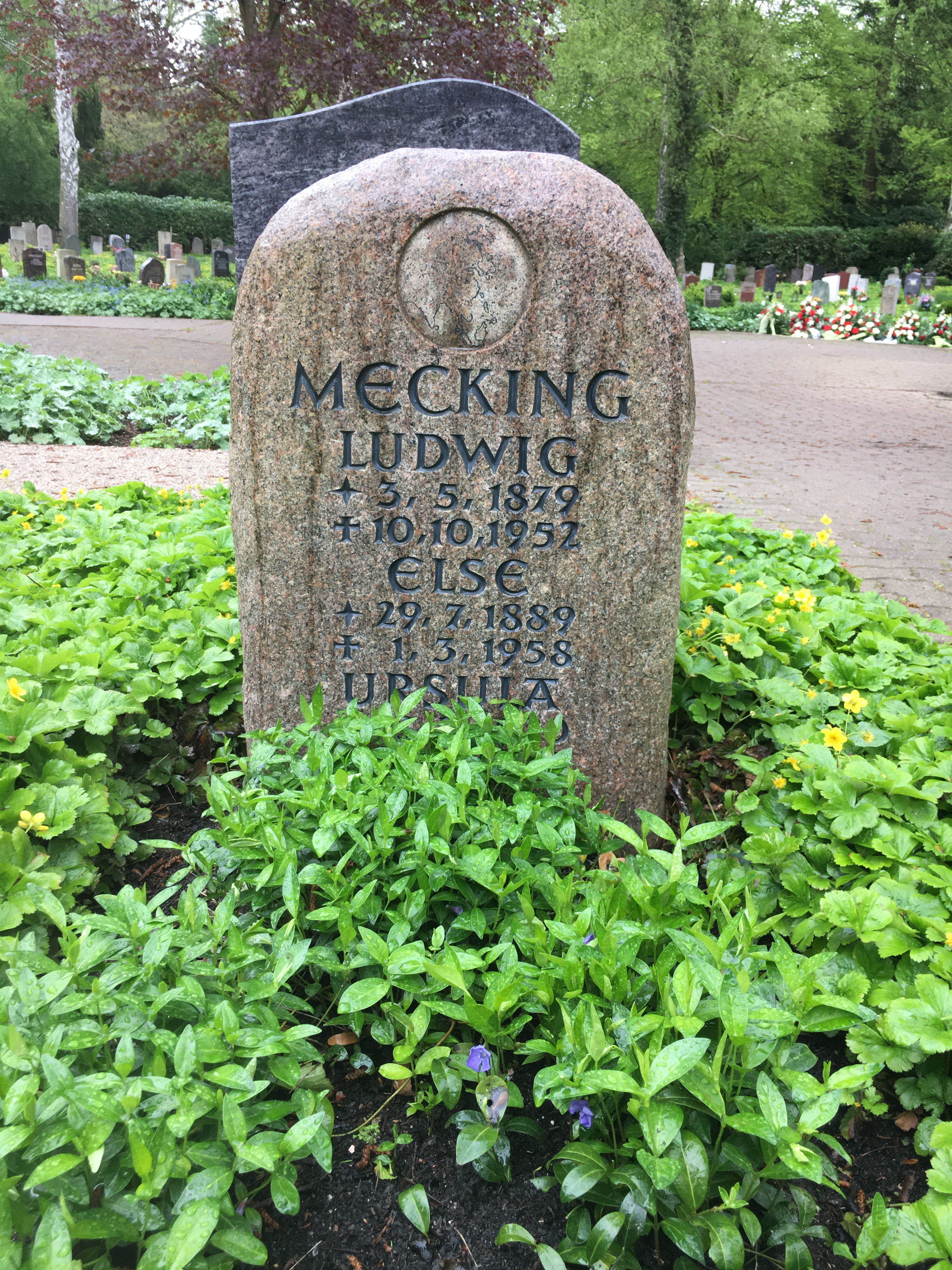
Grabstätte Ludwig Mecking auf dem Ohlsdorfer Friedhof

Ludwig Mecking (* 3. Mai 1879 in Frankfurt am Main; † 10. Oktober 1952 in Hamburg) war ein deutscher Geograph und Meteorologe.

## Leben
Mecking absolvierte in Hadamar das Gymnasium und studierte danach in Münster sowie später in Berlin Naturwissenschaften.
Ferdinand von Richthofen brachte ihn zur Geographie. Das Interesse des Geographen galt insbesondere um die Jahrhundertwende dem unerforschten Gebiet der Antarktis und die Meereskunde. Er verband 1905 die Untersuchung polargeographischer, meteorologischer und meereskundlicher Fragen. Richthofen hatte  maßgeblichen Anteil am Zustandekommen der unter Erich von Drygalski durchgeführten Südpolarexpedition, deren Beobachtungsmaterial Mecking im Büro der Deutschen Südpolarexpedition in Berlin auswertete.
Meckings Arbeiten bewegten sich auf meereskundlich-meteorologischem wie auf länderkundlichem Gebiet. 1916 führte eine Studie über den Einfluss der Sonnenfleckenperiode auf die Temperatur, der Luft und des Wassers des Nordatlantiks zum Begriff der „Wärmeschaukel“, da Schwankungen im Westen und Osten gegenläufig sind. 1925 bearbeitete er die Polarländer unter landschaftskundlichem Gesichtspunkt. Zusammenhänge zwischen Meer, Land und Küstengebieten untersuchte Mecking besonders für Japan.
Schließlich befasste er sich mit der Untersuchung großräumiger Strukturen, wobei auch das Werk Die Entwicklung der Großstädte in den Hauptländern der Industrie (1949) entstand.
Im Jahr 1926 wurde Ludwig Mecking in der Sektion Geographie zum Mitglied der Deutschen Akademie der Naturforscher Leopoldina gewählt. Mecking verstarb 73-jährig in Hamburg und wurde auf dem dortigen Friedhof Ohlsdorf im Planquadrat Bo 63 beigesetzt.

## Schriften
- Die Eistrift aus dem Bereich der Baffin-Bai beherrscht von Strom und Wetter. Mittler, Berlin 1905 (Digitalisat).
- Die Treibeiserscheinungen bei Neufundland in ihrer Abhängigkeit von Witterungsverhältnissen. Mittler, Berlin 1907 (Digitalisat).
- Meteorologische und klimatologische Ergebnisse der englischen "Discovery"-Expedition 1901–1904. In: Petermanns Geographische Mitteilungen. 57, 1911, H. 2, S. 78 ff.
- Von Singapur bis Ỳokohama. Mittler, Berlin 1913 (Digitalisat).
- Die Polarwelt in ihrer kulturgeographischen Entwicklung, bes. der jüngsten Zeit. In: Geographische Zeitschrift. 31, 1925, S. 129–144.
- mit Otto Nordenskjöld: The geography of the polar regions.  American Geographical Society, New York 1928 (Digitalisat).
- Bau und Bild afrikanischer Küstenstädte in ihrer Beziehung zum Volkstum. In: Zeitschrift für Erdkunde. 6, 1938, S. 913–929.
- Ozean, Bodenformen und ihre Beziehungen zum Bau der Erde. In: Petermanns Geographische Mitteilungen. 86, 1940, S. 1–10.
- Die Entwicklung zu politischen und wirtschaftlichen Großräumen. In: Geographische Zeitschrift. 48, 1942, S. 241–254.